# نموذج التصميم وزن الذبابة

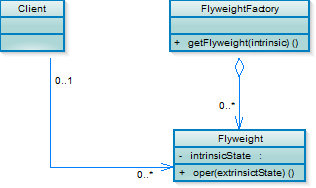

يفيد هذا النموذج في بعض الحالات التي تستخدم فيها كائن صغير وكثير فلإستهلك كثيرا من المصادر ويكون من المفضل وقتها ان نجمع كل هذه الكائنات الصغيرة في كائن واحد كبير أو اقل عدد ممكن من الكائنات الكبيرة نوعا ما هو اوفر على النظام من كائنات كثيرة صغيرة.
هذا النموذج يقوم على تقسيم الكائنات إلى intrinsic data و extrinsic data والجزء الأول يكون للوظائف الداخلية للصف ولا يمكن فصلها عن الكائن اما الجزء الثاني فهي الوظائف التي من الممكن ان تفصلها عن الصف وتخزن خارجه وبذلك يمكننا ان نستبدل جميع الاجزاء المتشابهه في الجزء الداخلي واستبدالها بكائن واحد. وهناك جزء اخر يدير عملية التاكد من عدم وجود الكائن قبل انشائه أي يتاكد اننا لم ننشأ intrinsic data مطابقة من قبل وفي حالة اننا انشئناها من قبل يقوم باستخدامها في إنشاء الكائن الجديد بدلا من إنشاء intrinsic data جديدة.
- Client: يدير ويعمل على إدارة الوظائف الداخلية للكائن.
- IFlyweight: واجهة يستخدم في إنشاء البيانات الداخلية للكائنات intrinsic State.
- FlyweightFactory: إنشاء وإدارة الاجزاء الفريدة من نوعها data intrinsic.
- Flyweight: تخزين وانشاء ومشاركة الكائنات المتشابهة بين الكائنات.

## مثال
```
عرض صور مصغرة ومقسمة إلى مجموعات. في البداية نقوم بعمل 
الواجهة
 الذي سنشتق منه.
```

```
public
 
interface
 
IFlyweight

    
{

        
void
 
Load
(
string
 
filename
);

        
void
 
Display
(
PaintEventArgs
 
e
,
 
int
 
row
,
 
int
 
col
);

    
}

```

وهي واجهة بها العمليات الداخلية للكائن الذي نريد ان ننشأه وبها دالتين، الأولى هي Load وهي تقوم على تحميل الصور المصغرة بالذاكرة اما الثانية فهي تقوم بعرض ورسم الصور على الشاشة.
الخطوة الثانية – نقوم بعمل استركتشر يرث من الواجهة
```
public
 
struct
 
Flyweight
 
:
 
IFlyweight

    
{

        
// Intrinsic state

        
Image
 
pThumbnail
;

        
public
 
void
 
Load
(
string
 
filename
)

        
{

                
pThumbnail
 
=
 
new
 
Bitmap
(
@
"E:\wallpapers
\"
 + filename).GetThumbnailImage(100, 100, null, new IntPtr());

        
}

        
public
 
void
 
Display
(
PaintEventArgs
 
e
,
 
int
 
row
,
 
int
 
col
)

        
{

            
e
.
Graphics
.
DrawImage
(
pThumbnail
,
 
col
 
*
 
100
 
+
 
10
,
 
row
 
*
 
130
 
+
 
40
,
 
pThumbnail
.
Width
,
 
pThumbnail
.
Height
);

        
}

    
}

```

الآن نملك استركتشر يقوم بعمل ادراج للصورة في الذاكرة ويقوم برسم الصورة على الواجهة. لاحظ ان الدالة load لا تقوم بارجاع القيمة انها فقط تقوم بعملها ولا تعيد القيمة في الـ return value ثم نقوم بانشاء صف تعمل على تخزين الوحدات من الاستركتشر السابق.
```
public
 
class
 
FlyweightFactory

    
{

        
// Keeps an indexed list of IFlyweight objects in existence

        
Dictionary
<
string
,
 
IFlyweight
>
 
flyweights
 
=
new
 
Dictionary
<
string
,
 
IFlyweight
>
();

        
public
 
FlyweightFactory
()

        
{

            
flyweights
.
Clear
();

           

        
}

        
public
 
IFlyweight
 
this
[
string
 
index
]

        
{

            
get

            
{

                
if
 
(
!
flyweights
.
ContainsKey
(
index
))

                    
flyweights
[
index
]
 
=
 
new
 
Flyweight
();

                
return
 
flyweights
[
index
];

            
}

        
}

    
}

```

كما نرى الصف في بدايته يقوم بتعريف Directory المفتاح فيه سترينج String والقيمة FlyWeight وبه indexer تقوم بارجاع قيمة ال flyweight إذا وجدت، والا فانه يقوم بانشاء flyweight جديد وبذلك من خلال الصف نفسه نكون قادرين على الولوج للكائن المراد مباشرة
الآن نقوم بعمل الصف التي ستعرض الصور
```
   
class
 
Client

    
{

        
// Shared state - the images

        
static
 
FlyweightFactory
 
album
 
=
 
new
 
FlyweightFactory
();

        
// Unshared state - the groups

        
static
 
Dictionary
<
string
,
 
List
<
string
>>
 
allGroups
 
=
 
new
 
Dictionary
<
string
,
 
List
<
string
>>
();

        
public
 
void
 
LoadGroups
()

        
{

            
var
 
myGroups
 
=
 
new
[]
 
{

new
 
{
Name
 
=
 
"FirstGroup"
,

Members
 
=
 
new
 
[]
 
{
"1.jpg"
,
 
"2.jpg"
,
"3.jpg"
,
 
"4.jpg"
}},

new
 
{
Name
 
=
 
"SecondGroup"
,

Members
 
=
 
new
 
[]
 
{
"5.jpg"
,
"6.jpg"
,
"7.jpg"
,
 
"8.jpg"
}},

new
 
{
Name
 
=
 
"ThirdGroup"
,

Members
 
=
 
new
 
[]
 
{
"9.jpg"
,
 
"10.jpg"
}}

};

            
// Load the Flyweights, saving on shared intrinsic state

            
foreach
 
(
var
 
g
 
in
 
myGroups
)

            
{
 
// implicit typing

                
allGroups
.
Add
(
g
.
Name
,
 
new
 
List
<
string
>
());

                
foreach
 
(
string
 
filename
 
in
 
g
.
Members
)

                
{

                    
allGroups
[
g
.
Name
].
Add
(
filename
);

                    
album
[
filename
].
Load
(
filename
);

                
}

            
}

        
}

        
public
 
void
 
DisplayGroups
(
Object
 
source
,
 
PaintEventArgs
 
e
)

        
{

            
// Display the Flyweights, passing the unshared state

            
int
 
row
 
=
 
0
;

            
foreach
 
(
string
 
g
 
in
 
allGroups
.
Keys
)

            
{

                
int
 
col
 
=
 
0
;

                
e
.
Graphics
.
DrawString
(
g
,
 
new
 
Font
(
"Arial"
,
 
16
),
 
new
 
SolidBrush
(
Color
.
Black
),
 
new
 
PointF
(
0
,
 
row
 
*
 
130
 
+
 
10
));

                
foreach
 
(
string
 
filename
 
in
 
allGroups
[
g
])

                
{

                    
album
[
filename
].
Display
(
e
,
 
row
,
 
col
);

                    
col
++
;

                
}

                
row
++
;

            
}

        
}

    
}

```

```
الصف
 هو المسؤول عن إخراج الصورة في شكلها النهائي نقوم بتعريف 
كائن
 من 
الصف
 FlyweightFactory لكي نضع به صور كل البوم ثم نقوم بعمل مصفوفة directory لكي نضع بها أسماء الصور وأسماء مجموعات الصور.
```

وضعنا دالتين في هذه الصف الأول LoadGroups وهي تعمل على ادراج الصور والمجموعات في المصفوفات الخاصة بها الدالة الثانية وهي DisplayGroup هي دالة عملها الاساسي هو القيام باستدعاء روتين فرعيالدالة Display من كلاس FlyWieght لتقوم برسم الصورة:
الآن نقوم باستدعاء بتشغيل البرنامج كالاتي
```
public
 
partial
 
class
 
Window
 
:
 
Form

    
{

        
public
 
Window
()

        
{

            
InitializeComponent
();
 

            
this
.
Height
 
=
 
600
;

            
this
.
Width
 
=
 
600
;

            
this
.
Text
 
=
 
"Picture Groups"
;

            
Client
 
client
 
=
 
new
 
Client
();

            
client
.
LoadGroups
();

            
this
.
Paint
+=
 
new
 
PaintEventHandler
(
client
.
DisplayGroups
);

        
}

        
static
 
void
 
Main
()

        
{

            
Application
.
Run
(
new
 
Window
());

        
}

    
}

```

كما نرى البرنامج يعمل على مراحل في البداية قمنا باستدعاء الدالة LoadGroups لكي نجمع الصور لعرضها اثناء العرض وكما نرى الحدث Paint يقوم باستدعاء الدالة DisplayGroups.